# خطاب الكراهية

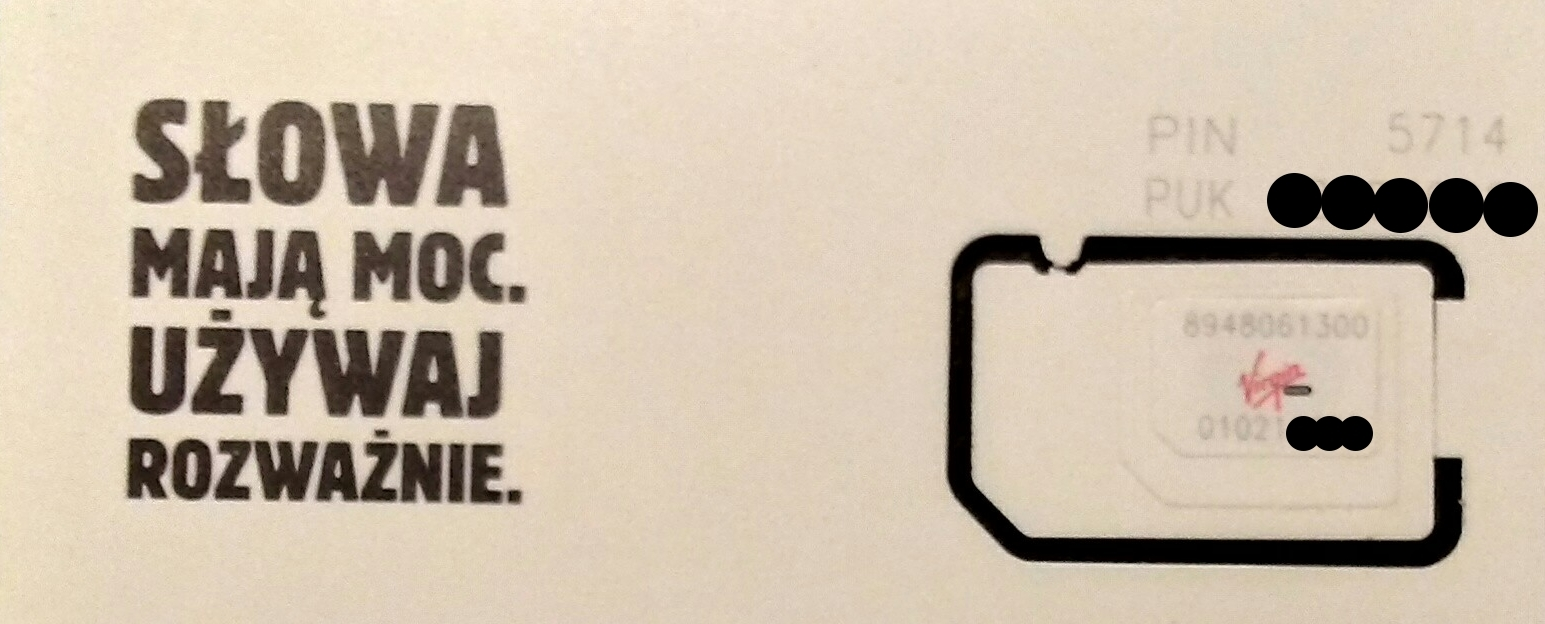
وحدة تعريف مشترك في بولندا تحمل شعار حملة ضد خطاب الكراهية «للكلمات قوة، استخدمها بحكمة»

خطاب الكراهية (بالإنجليزية: Hate speech) مصطلح حقوقي فضفاض يمكن أن يُعرف بكونه أي "عبارات تؤيد التحريض على الضرر خاصة التمييز أو العدوانية أو العنف) حسب الهدف الذي تم استهدافه وسط مجموعة اجتماعية أو [سُكانية]" وتكون هذه المجموعات عادة من الضعفاء والأقليات. ويندرج خطاب الكراهية في مركبات «حرية التعبير وحقوق الأفراد والجماعات والأقليات ومبادئ الكرامة والحرية والمساواة». ويأتي مصطلح خطاب الكراهية لأن العالم، بقوانينه الدولية والمحلية، يفرق بين حق الرأي وحق التعبير عن الرأي، فإن العالم لا يضع أي قيد على حق الرأي ويجعله مطلقاً ولكنه يضع قيوداً وضوابط على التعبير عن هذا الرأي فهناك قيود منها احترام حقوق الآخرين وحماية الأمن القومي. لذا، ينبع مسوغ قوانين خطاب الكراهية بكون الخطاب المفعم بالكراهية يتعارض وقيم التسامح والعيش المشترك التي تحتاجها الجماعات البشرية.

تعمل القوانين الحديثة على ضمان حماية المساواة بين الناس وتحظر خطاب الكراهية، وتذكر الفقرة 2 من المادة 20 من العهد الدولي الخاص بالحقوق المدنية والسياسية ما يلي:
 «تُحظر بالقانون أية دعوة إلى الكراهية القومية أو العنصرية أو الدينية تُشكل تحريضاً على التمييز أو العدواة أو العنف»
تشمل هذه القوانين منع استخدام عبارات الإهانة، أو الألقاب، لتعيين أفراد من المجتمع بناءاً على عرقهم أو دينهم أو توجههم الجنسي. وتزداد أهمية قوانين مكافحة خطاب الكراهية في المجتمعات الحديثة المتعددة الثقافات. ويبدو بأن الإنترنت صارت مرتعاً واسعاً لخطاب الكراهية لعدد من الأسباب منها ما توفره الشبكة من إمكانية لنشر خطاب الكراهية باسم مستعار، أو مجهول أحياناً.
هذا، وتتباين التعريفات القانونية عبر الدول، وأحياناً تتعارض التعريفات مع مبادئ حرية التعبير والمساواة،  وأن «المعايير التطبيقية [لقوانين مكافحة خطاب الكراهية] تكون متضاربة... ويستحيل توافقها مع مبادئ اليقينية القانونية المطلوب وجودها بالأحكام القانونية، وأن هذه المعايير عرضة لإساءة الاستخدام مما يجعلها تقوض حريات التعبير ذات الأهمية الكبرى، وخصوصاً الخطاب السياسي». بالإضافة إلى ذلك، فإن «قوانين مواجهة خطاب الكراهية ومكافحة 'الإساءة' هي أدوات بيد هؤلاء الذين سيقيدون الحريات الدينية لأقصى حد».
بينما تستغل بعض الدول والجماعات هذا المفهوم، الفضفاض لتمرير قوانين تحد من الحريات العامة، كالدينية. ولأن أصول قوانين مكافحة خطاب الكراهية "ينبع من أنظمة شمولية هدفت إلى "تقييد الديموقراطيات"، تصبح هناك قوانين خفارة (بوليسية) على اللغة يشببهها البعض بلغة نيوسبيك برواية جورج أوريل. بالإضافة إلى ذلك، "يمكن للقيود المتعلقة بمنع خطاب الكراهية أن تقوض شرعية قوانين مكافحة التمييز، سواءاً على مستوى القبول الشعبي أو - ولربما هذا الأكثر أهمية - فيما يتعلق بأخلاقيات تنفيذها". فهي أداة قانونية قوية قد تدمج مع عقيدة رقابية التي هي "أسوأ العقائد الأيديولوجية"
في بعض البلدان، قد يكون التعريف الفضفاض مدخلاً للإساءة لحرية التعبير ومنعها تجاه رموز الدول أو ما يعتبره المشرع عنصراً من عناصر الوطن. مثلاً، يمكن أن يسوغ قانون العقوبات بتعريفٍ فضفاضٍ لخطاب الكراهية بوضع التعبير عن الرأي جريمة يسميها بجريمة إطالة اللسان، في الأردن مثلاً، حين يقوم أحدهم بشتم الحاكم رمز من رموز الدولة أو الدين. وحتى في الدول الديموقراطية، فأن قوانين عقوبة خطاب الكراهية قد تضع بعض الجماعات فوق النقد، مثلاً قوانين معاداة السامية تستخدم أحياناً لقمع نقد إسرائيل والحركة الصهيونية أو ممارسات جيش الاحتلال ضد الفلسطينيين. وكذلك، يوجه البعض النقد للجماعات اليسارية الغربية، كالنسوية، التي تتقدم المطالبين بهكذا قوانين ورقابتها على لغة مواقع التواصل الاجتماعي واستخدامها لمفهوم خطاب الكراهية لنعت كل ما لا يعجبها، يكون بعضه، أي الخطاب، جزءاً أساسياً من حرية التعبير القانونية فتمنع الرقابة الحوار الاجتماعي البناء مما يؤدي إلى ديكتاتورية لغوية اجتماعية لا ديموقراطية. بمعنى آخر، تظهر مشاكل تطبيق مفهوم خطاب الكراهية بشكل قانون نتيجة لتباينات بالقيم والأخلاقيات بنفس الدول أو المجتمع، أي الاختلاف فيما يعرفه الناس بكونه مناسب وغير مناسب.

## خطاب الكراهية ووسائل التواصل الاجتماعي
بتاريخ 31 مايو 2016، وافقت شركات فيسبوك وجوجل ومايكروسوفت وتويتر على مدونة ضبط السلوك التابعة للاتحاد الأوروبي، وقدمت هذه الشركات تعاريفها الخاصة بما يشكل خطاباً مفعماً بالكراهية لمتنع أشكاله على منصاتها. مثلاً يشمل خطاب الكراهية حسب فيسبوك:
لا يُسمح بالمحتوى الذي يهاجم الأشخاص على أساس عرقهم الفعلي أو المتصور أو السلالة أو الأصل القومي أو الديانة أو الجنس أو النوع أو الهوية الجنسية أو التوجه الجنسي أو الإعاقة أو المرض. ولكننا في الوقت ذاته نسمح بالتعبيرات التي تُنشر على سبيل الدعابة أو السخرية والتي قد يعتبرها البعض تهديدًا أو هجومًا. ويتضمن هذه المحتوى الذي قد يعتبره العديد من الأشخاص مفتقدًا إلى الذوق (مثال: النكات أو الأعمال الكوميدية القصيرة أو كلمات الأغاني الشعبية، وما إلى ذلك).
ويتضح التناقض في تعريف فيسبوك سريعاً، فما هو معيار التعبيرات الساخرة من التعبيرات الجدية أو المستترة؟، وهذا بالطبع يعتمد على النوايا، والنوايا جوانب من غير ممكن الوصول إليها بسهولة كما يتضح من الدراسات اللغوية في تحليل الخطاب. فالدراسات بنظرية التهذيب تخبرنا بأن المتحدثين لا يرتدون نواياهم، أي لا يمكن للشخص المقابل، المتلقي، معرفة النوايا من النظر، سواءاً إلى المتكلم أو إلى كتاباته، على الفيسبوك مثلاً.
ولكون الفيسبوك مرآة للتواصل البشري المباشر، فلقد سجلت بسنة 2012 جريمة بكل 40 دقيقة مرتبطة بالموقع، يتعلق الكثير منها بما يمكن وصفه بخطاب الكراهية. هذا، وغيره من وسائل الجدال، يستخدمها البعض لرفض مفهوم «المساحة الآمنة» التي يرغب الفيسبوك، وبعض التيارات الفكرية اليسارية مثلاً، بتوفيرها وحمايتها. والفيسبوك، كغيره من مواقع التواصل الاجتماعي، موقع خصب للتنمر والهجوم اللفظي الذي يقع، حسب التعريف، ضمن خطاب الكراهية.

## قوانين خطاب الكراهية
ينص العهد الدولي الخاص بالحقوق المدنية والسياسية: «تُحظر بالقانون أية دعوة إلى الكراهية القومية أو العنصرية أو الدينية تشكل تحريضاً على التمييز أو العداوة أو العنف». ووفقاً للاتفاقية الدولية للقضاء على جميع أشكال التمييز العنصري فيعتبر «كل نشر للأفكار القائمة على التفوق العنصري أو الكراهية العنصرية، وكل تحريض على التمييز العنصري وكل عمل من أعمال العنف أو تحريض على هذه الأعمال يُرتكب ضد أي عرق أو أية جماعة من لون أو أصل أثني آخر، وكذلك كل مساعدة للنشاطات العنصرية، بما في ذلك تمويلها، جريمة يعاقب عليها القانون.» قامت المفوضية السامية للأمم المتحدة لشؤون اللاجئين بتمويل مؤتمرات لنقاش مدى انطباق حرية التعبير على فضاء الإنترنت.

### التطبيق
يمكن تقسيم تشريعات وأنظمة خطاب الكراهية إلى نوعين: الأول وضِع بهدف حفظ النظام العام، أما النوع الثاني فوضع لأجل حماية الكرامة الإنسانية. تطلب تشريعات النوع الأول الموضوعة لحماية النظام العام في كثير من البلدان حدوداً أعلى في حال انتهاكها، لذلك لا يتم تطبيقها بصورة محددة في أكثر الحالات. فمثلاً لم يُحاكم في أيرلندا الشمالية بحلول عام 1992 سوى شخص واحد بتهمة خرق تشريع من هذا القبيل. أما قوانين النوع الثاني الموضوعة لحماية الكرامة الإنسانية فحدود تطبيقها أدنى بكثير من قوانين النوع الأول، فعادةً ما يجري تطبيقها بكثرة في ألمانيا والدنمارك وكندا وفرنسا وكندا وهولندا.
يتداخل تطبيق القوانين المتعلقة بخطاب الكراهية في الولايات المتحدة مع حق حرية التعبير الذي يضمنه دستور البلاد تبعاً لما جاء في التعديل الأول. غالباً ما يجب إعادة فحص قرارات المحكمة للتحقق من عدم إخلال الحكم الصادر بالدستور الأمريكي.

## قوانين خطاب الكراهية حسب البلد

### أستراليا
تختلف قوانين خطاب الكراهية في أستراليا تبعاً للاختصاص القضائي، وتسعى بصورة خاصة إلى منع خلق الضحية بناءً على العرق.

### ألمانيا
يعد «التحريض على الكراهية» (بالألمانية: Volksverhetzung) جريمة يعاقب عليها القانون في ألمانيا تبعاً لما جاء في الفقرة 130 من القانون الجنائي الألماني، وقد تبلغ عقوبتها السجن لما يصل إلى 5 سنوات. تُجرم الفقرة 130 التحريض العلني على الكراهية ضد فئات سكانية أو الدعوة للعنف أو الدعوة للتدابير التعسفية ضدهم أو إهانتهم أو توجيه الطعن أو الذم العدائي بطريقة تنتهك كرامتهم الإنسانية (المحمية دستورياً). وعليه مثلاً من غير القانوني إطلاق تسميات مثل «الطفيليين النفعيين» على مجموعات إثنية ما بصورة علنية. تُعاقب ألمانيا مرتكبي جريمة «التحريض على الكراهية» في البلاد حتى إن لم يكونوا ألماناً أو كانوا في الخارج، وذلك شريطة وقوع تأثير التحريض ضمن الأراضي الألمانية بموجب ما يحدده «مبدأ كلية الوجود» الوارد في القانون الجنائي.
أقرت ألمانيا بتاريخ 30 يونيو 2017 قانوناً يُجرم خطاب الكراهية على مواقع التواصل الاجتماعي. ينص القانون على تغريم مواقع التواصل الاجتماعي بمبلغ مالي قد يصل إلى 50 مليون يورو في حال الفشل المستمر لموقع ما من إزالة المحتوى غير القانوني في غضون أسبوع واحد.

### بلجيكا
القانون البلجيكي لمكافحة العنصرية هو قانون ضد خطاب الكراهية والتمييز أقره البرلمان الاتحادي في بلجيكا عام 1981، مما جعل من غير القانوني القيام بأعمال معينة تُرتكب بدوافع العنصرية أو رهاب الأجانب.
يحظر قانون إنكار الهولوكوست البلجيكي الصادر بتاريخ 23 مارس عام 1995، إنكار الهولوكوست علانيةً. ويحظر القانون بوجه خاص «إنكار أو التقليل من أهمية أو تبرير أو الموافقة على الإبادة الجماعية المرتكبة من قبل نظام ألمانيا النازية خلال الحرب العالمية الثانية». قد تصل العقوبة إلى السجن عاماً واحداً مع دفع غرامة تصل إلى 2,500 يورو.

### البرازيل
ينص الدستور البرازيلي على أن «ممارسة العنصرية لا يفرج عن مرتكبها بكفالة ولا تسقط بالتقادم وتعاقب بالسجن بموجب أحكام القانون».

### كندا
في كندا، يعتبر الدفاع عن الإبادة الجماعية ضد أي «مجموعة يمكن تحديدها» جريمة مدانة بموجب القانون الجنائي ويتسبّب بعقوبة أقصاها السجن لمدة خمس سنوات، ولا يوجد حدّ أدنى للحكم.
التحريض علناً على الكراهيّة ضدّ أي مجموعة قابلة للتعيين هو أيضاً جريمة. ويمكن مقاضاتها إما كجريمة اتّهاميّة يمكن الحكم عليها بعقوبة أقصاها السجن لمدة سنتين، أو كإدانةٍ بإجراءاتٍ جزائيّة مع حكم بالسجن لمدة ستّة أشهر كحدٍّ أقصى، ولا يوجد حدّ أدنى للحكم في كلتا الحالتين. هناك بعض الاستثناءات حول «جريمة التحريض العلني على الكراهيّة» في حال كانت التصريحات حقيقيّة أو متعلّقة بموضوعات النقاش العامّ والعقيدة الدينيّة. وكان القرار القضائي البارز بشأن دستوريّة هذا القانون هو R v Keegstra الصادر عام (1990).
يتم تعريف «المجموعة القابلة للتعيين» في كلّ جرائم «خطاب الكراهية» على أنّها أيّ جزءٍ من الشعب يتميّز بلون بشرة معين أو أصل قومي أو عرقي أو عمر أو جنس أو ميول جنسية أو هوية جندرية أو تعبير جنسي أو بأيّ عجزٍ عقليّ أو جسديّ.

### تشيلي
يعاقَب بغرامة كبيرة -حسب المادة 31 من قانون "Ley sobre Libertades de Opinión e Información y Ejercicio del Periodismo" (قانون حرّيّة الرأي والمعلومات وأداء الصحافة)- أولئك الذين يستخدمون أي وسيلة من وسائل التواصل الاجتماعي لنشر منشورات أو إرسال رسائل تهدف إلى التشجيع على الكراهية أو العداء تجاه شخص أو مجموعة من الأشخاص بسبب عرقهم أو دينهم أو جنسهم أو جنسيّتهم" " وقد تمّ تطبيق هذا القانون على المصطلحات المرسلة عبر الإنترنت. وهناك أيضًا قانون بزيادة العقوبات على الجرائم التي حدثت بدافع الكراهية التمييزية.

### كرواتيا
يضمن الدستور الكرواتيّ حرّيّة التعبير، لكن وبالمقابل يحظر قانون العقوبات في البلاد التمييز، ويُعاقِب أيّ شخص يقوم بانتهاك حقوق الإنسان والحريات الأساسية التي يعترف بها المجتمع الدولي على أساس اختلاف العرق، الدين، اللغة، المعتقد، السياسي أو أي معتقدٍ آخر، أو على أساس الثروة، أو الولادة أو مستوى التعليم أو المركز الاجتماعي أو الممتلكات المادّيّة أو الجنس أو لون البشرة أو القومية أو الانتماء العرقي.

### الدنمارك
تحظر الدنمارك الخطاب الذي يحضّ على الكراهية، وتُعرّفه بأنّه تصريحات علنيّة تتعرّض مجموعةٌ ما من خلالها للتهديد (trues) أو الإهانة (trues) أو التقليل من الشأن (nedværdiges)وذلك بناءاً على العرق أو لون البشرة أو الأصل العرقي أو القومي أو العقيدة أو الميول الجنسيّة.

### أوروبا
قام مجلس أوروبا (Council of Europe) بدعم حركة «لا لخطاب الكراهية» التي تعمل بنشاطٍ على زيادة الوعي تجاه خطاب الكراهية من أجل المساعدة في مكافحة هذه المشكلة. في حين أنّ المادة العاشرة من الاتفاقية الأوروبية لحقوق الإنسان لا تحظر القوانين الجنائيّة ضدّ المراجعات التاريخيّة كنكران أو تقليل من شأن الإبادات الجماعيّة أو الجرائم ضدّ الإنسانيّة، كما تفسّرها المحكمة الأوروبية لحقوق الإنسان (ECtHR)، فقد ذهبت لجنة وزراء مجلس أوروبا أبعد من ذلك وأوصت في عام 1997 بأن تقوم الحكومات الأعضاء في المجلس بـ «اتّخاذ الخطوات المناسبة لمكافحة خطاب الكراهية» بموجب توصيتها R (97) 20. لا تقدم المحكمة الأوروبية لحقوق الإنسان تعريفاً مقبولاً ل«خطاب الكراهية»، ولكنّها تقدّم فقط مُحدّداتِ يمكن من خلالها للنائب العام ّأن يقرّر إمكانية اعتبار «خطاب الكراهية» حرّيّة تعبير.
وقد نتج عن البرامج التعليمية في المدارس -التي حثّت على الإبلاغ عن حوادث خطابات الكراهية- وعيٌ متزايد حول هذا الموضوع. كما أنشأ مجلسُ أوروبا المفوضيةَ الأوروبية لمناهضة العنصريّة والتعصّب وهي التي تصدر تقارير خاصّة بكلّ بلد، وتصدر أيضاً عدّة توصياتٍ حول السياسات العامّة في البلدان الأوروبّيّة، على سبيل المثال معاداة الساميّة والتعصّب ضدّ المسلمين.

### فنلندا
كان هناك جدل كبير حول تعريف «خطاب الكراهية» (vihapuhe) في اللغة الفنلندية.
في حال كان يقصد بـ «خطاب الكراهية» التحريضَ العرقي، فإنّه محظور في فنلندا وتم تعريفه -في المادة 11 من قانون العقوبات، وجرائم الحرب والجرائم ضد الإنسانية- على أنّه أيّ نشرٍ للمعلومات أو نشر لرأي أو بيان يهدّد أو يهين مجموعة ما، بناءً على عرقها أو جنسيتها أو أصلها القومي أو دينها أو قناعاتها أو توجّجها الجنسيّ أو بناءً على عجز جسديّ يميّزها أو أي سمة مماثلة. يُعاقب مرتكب جريمة التحريض العرقي في فنلندا بغرامة ماليّة أو بالسجن لمدّة تصل إلى سنتين، أو من 4 أشهر إلى 4 سنوات إذا زادت خطورة ما يدعي إليه (كالتحريض على الإبادة الجماعية).
يزعم بعض المنتقدون أنّه يمكن أن يستخدمَ إطلاقُ صفة «خطاب كراهية» على بعض الآراء والتصريحات –في السياقات السياسية- لإسكات الآراء غير الملائمة أو الحرجة ولقمع النقاشات. بعض السياسييّن الفنلندييّن، بما فيهم عضو البرلمان وزعيم الحزب الفنلنديّ Finns Party جوسي هالا آهو Jussi Halla-aho، يعتبرون مصطلح «خطاب الكراهية» مصطلحاً إشكاليّا بسبب الاختلافات حول تعريفه.

### فرنسا
يحظر قانونُ العقوبات الفرنسيّ وقوانينُ الصحافةِ، الاتّصالاتِ العامّةَ والخاّصةَ التي تنطوي على تشهيرٍ أو إهانة، أو تحرّض على التمييز أو الكراهية أو العنف ضدّ شخصٍ أو جماعة ما بسبب مكان المنشأ أو العرق أو عدم معرفتهما، أو الجنسية أو العرق أو الدين الخاصّ، أو الجنس أو التوجه الجنسيّ أو العجز الجسديّ. يحظر القانون الفرنسي أيضاُ الإعلانات التي تبرّر أو تنكرُ الجرائمَ ضدّ الإنسانيّة - على سبيل المثال، الهولوكوست (قانون غايسوت).

### ألمانيا
في ألمانيا، يُعدّ التحريض على الكراهية أو بالألمانيّة "Volksverhetzung" جريمةً يُعاقب عليها بموجب المادة 130 من القانون الجنائي الألماني (Strafgesetzbuch) ويمكن أن يؤدّي إلى السجن لمدّة تصل إلى خمس سنوات. فالقسم 130 يُجرِّمُ التحريضَ علناً على الكراهية ضد مجموعاتٍ معيّنة من السكّان، أو الدّعوة إلى اتّخاذ تدابير عنيفة أو تعسّفيّة بحقّهم أو إهانتهم أو الافتراء عليهم أو تشويه سمعتهم بطريقة تنتهك كرامتهم الإنسانية (المحميّة دستورياً)، فعلى سبيل المثال، من غير القانوني أن نطلق علنًا على بعض الجماعات العرقية ألقاب «اليرقات» أو «المستعبِدين». يُعاقب مرتكب جرم التحريض على الكراهية في ألمانيا حتّى إذا ارتكب جرمه خارج البلاد وحتّى إذا ارتكبه مواطنون غير ألمان، في حال حدث التحريض داخل الأراضي الالمانيّة، فعلى سبيل المثال، تمّ التعبير عن المشاعر التحريضية في الكتابة أو الخطاب الألماني وجعلها نافذة في ألمانيا (مبدأ «الوجود في كلّ مكان» Principle of Ubiquity في القانون الجنائي الألماني، القسم 9 § 1 والقسم 3 والقسم 4).
في 30 حزيران 2017، وافقت ألمانيا على مشروع قانون يجرّم خطاب الكراهية على مواقع التواصل الاجتماعي. ينصّ القانون على أنّه قد يتم تغريم مواقع التواصل الاجتماعي بما يصل إلى 50 مليون يورو (56 مليون دولار أمريكي) إذا أخفقوا في إزالة محتوى غير قانوني في غضون أسبوع، بما في ذلك «الأخبار المزيفة» التشهيريّة.

### الولايات المتحدة الأمريكية
لا تمتلك الولايات المتحدة الأمريكية قوانين لخطاب الكراهية، ويعود ذلك إلى أن المحاكم الأمريكية قضت مراراً وتكراراً بأن القوانين التي تجرم خطاب الكراهية تنتهك بذلك ضمان حرية التعبير الواردة في التعديل الأول للدستور الأمريكي. على الرغم من ذلك، هناك عدة فئات من الخطابات غير خاضعة لحماية التعديل الدستوري الأول، مثل الخطاب الذي يدعوا إلى حدوث عنف وشيك على شخص أو مجموعة. ومع ذلك، قضت محكمة الولايات المتحدة العليا بأن خطاب الكراهية لا يندرج تحت هذه الفئات.
زعم أنصار تشريع خطاب الكراهية في الولايات المتحدة بأن حرية التعبير تضعف من التعديل الرابع عشر للدستور الأمريكي وذلك من خلال دعم الخطاب القمعي والذي بدوره يحط من المساواة ومن هدف التعديل في الأصل، والذي هو ضمان حماية متساوية بموجب القانون.

### الهند
تتمتع حرية الخطاب والتعبير بالحماية بموجب المادة 19 (1) من دستور الهند، ولكن بموجب المادة 19 (2) يمكن فرض «قيود منطقية» على حرية الخطاب والتعبير لصالح «سيادة الهند وسلامتها أو أمن الدولة أو العلاقات الودية مع الدول الأجنبية أو النظام العام أو الآداب أو الأخلاق، أو فيما يتعلق بازدراء المحكمة أو التشهير أو التحريض على جريمة».

### نيوزيلندا
تحظر نيوزيلندا خطاب الكراهية بموجب قانون حقوق الإنسان لعام 1993. المادة 61 (التنافر العنصري) تجعل من غير القانوني نشر أو توزيع "تهديد أو مسيء أو مهين ... مسألة أو كلمات من المرجح أن تثير العداء ضد أي مجموعة من الأشخاص.
على أساس اللون أو العرق أو الأصول الإثنية أو القومية لتلك المجموعة من الأشخاص ". تنص المادة 131 (التحريض على التنافر العنصري) على الجرائم التي يخلق "التنافر العنصري" المسؤولية  الناتجة عنها.

## مزيد من القراءة
- كاكاياردون، إغينيو؛ كال، دانيت؛ ألفي، تياغو؛ مارتينيز، غابرييلا (2015). مكافحة خطاب الكراهية في الإنترنت. ترجمة صابر طروات. باريس: منظمة الأمم المتحدة للتربية والعلم والثقافة (اليونيسكو). ISBN:9236000401. مؤرشف من الأصل في 2020-02-24.